# Khakhra
Khakhra es un pan plano muy popular entre la etnia Guyarat (Gastronomía de Guyarat) en la India, este pan suele tomarse como un snack elaborado de harina de trigo y aceite. Se suelen verter en su superficie exterior diferentes ingredientes al igual que una pizza, algunos de los más populares son el methi y el masala para hacer que el khakhra sea especialmente crujiente.

## Variedades
La Khakhra se hace en distintas variedades como methi, jeera, bajri, math, masala y methi (fenugreco), por nombrar algunas.